# Как не стоит жить
«Как не сто́ит жить» (англ. How Not to Live Your Life) — британский телесериал в жанре комедии положений производства Би-би-си.

## Создание
В 2006 году Дэну Кларку было поручено написать два коротких комедийных эпизода для телеканала Comedy Central: «Дэн Кларк: как ходить на свидания» (Dan Clark’s Guide to Dating) и «Дэн Кларк: как ходить на работу» (Dan Clark’s Guide to Working). Он выполнил эту работу в соавторстве с Гэри Рейчем. Кларк сам сыграл главные роли в обоих эпизодах, а в «Свиданиях…» также появилась Изабель Фэй. Серии были показаны как десять одноминутных клипов, в которых Кларк давал «ценные» советы по теме. Эти эпизоды обрели популярность, стали транслироваться в Интернете, и тогда Би-би-си попросила Кларка сделать большой, 30-минутный эпизод в таком же формате. Так появилась пилотная (пробная) серия шоу, вышедшая в эфир 27 сентября 2007 года.
В пилотном эпизоде появились актёры, не снимавшиеся в последующих сериях шоу: Салли Бреттон, Рич Фулчер, Клэр Килэн и Брюс Маккинон. Изабель Фэй также снималась в пилотном эпизоде, но потом участвовала лишь в последней серии первого сезона.
Би-би-си осталась довольна результатом, и был подписан контракт о создании полновесного сезона. Съёмки проходили в студии в Глазго. Из шести эпизодов первого сезона Кларк стал сценаристом каждого из них, и режиссёром четырёх серий. Показ первого сезона начался на канале ВВС 12 августа 2008 года, и транслировался на протяжении месяца по вторникам в 22:30.

## Сюжет

### Сезон 1
Сериал повествует о 29-летнем Доне (Don; играет Дэн Кларк), эмоциональном молодом человеке, обладающем необузданной фантазией, который всегда попадает в непредвиденные ситуации. Дон получает в наследство от умершей бабушки дом. И всё было бы хорошо, но вместе с домом бабушка оставила внуку неоплаченные счета и свою сиделку — Эдди (Eddie). Главный герой не теряется, и находит способ оплатить долги: он находит квартирантку Эбби (Abby; играет Шинейд Мойнихэн), в которую сразу влюбляется. Впрочем, у Эбби уже есть молодой человек Карл (Karl; играет Финлэй Робертсон)

### Сезон 2
После успеха первого сезона осенью 2008 года Би-би-си приняла решение о производстве второго сезона шоу. Съёмки прошли весной 2009 года, а премьера первой серии состоялась 15 сентября того же года.
Сюжетная линия заметно изменилась: Эбби и Карл исчезли из повествования, соседка Дона, миссис Тричер, превратилась из второстепенного персонажа в главного, появился новый важный персонаж — Саманта. Второстепенную роль Джексона в сезоне исполнил известный актёр Джулиан Бэррэтт, известный по сериалу «Майти Буш»

### Сезон 3
После успеха и второго сезона 2 ноября 2009 года Би-би-си приняла решение о производстве третьего сезона шоу. Эту информацию подтвердил Дэн Кларк через «Твиттер» и Facebook. Сезон стартовал 8 ноября 2010 года.
В одной из серий 3-го сезона снялся Ноэль Филдинг, также известный по сериалу «Майти Буш».

## В ролях
- Дэн Кларк — Дональд «Дон» Данберри, главный герой, получил дом в наследство от бабушки, сдаёт комнату сначала Эбби, а со второго сезона Саманте, также устроил на временное проживание Дот; очень ленивый, немного глупый эгоистичный, любящий выпить, влюблён в Эбби, но позже полюбил Саманту
- Лора Хэддок  — Саманта «Сэм» Паркер, соседка Дона со второго сезона, взрослая студентка, любит пить; полюбила Дона
- Дэвид Арманд — Эдвард «Эдди» Сингх, сиделка бабушки Дона, после её смерти стал обхаживать и заботиться о Доне, со второго сезона работает на Дот, имеет индийские корни, по эпилогу спецвыпуска стало известно, что он убийца
- Лейла Хоффман — Дороти «Дот/Голлум/Йода/Добби» Тричер, соседка Дона, со второго сезона живёт в его доме на время ремонта, по эпилогу спецвыпуска стало известно, что она стала ударником в группе
- Шинейд Мойнихан — Эбигейл «Эбби» Джонс, первая квартирантка Дона, его школьная любовь, имеет бойфренда Карла, работает учителем, со второго сезона путешествует по миру
- Финли Робертсон — Карл Менфорд, бойфренд Эбби, с которым она рассталась после первого сезона
- Дэниел Лоуренс Тейлор — Джейсон, босс Дона в картинной галерее, а после увольнения его единственный друг и коллега по торговому центру
- Сайлас Карсон — Брайн, профессор психологии в университете Сэм, а также её парень до эпилога третьего сезона

## Эпизоды[9]
0. Pilot — 27 сентября 2007

### Сезон 1
1. Home Sweet Home — 12 августа 2008
2. The Field Trip — 19 августа 2008
3. Fake Wake — 26 августа 2008
4. The Young Ones — 2 сентября 2008
5. Like Father Like Don — 9 сентября 2008
6. The Break Up — 16 сентября 2008

### Сезон 2
1. Don’s New Flatmate — 15 сентября 2009
2. Don Dates a Cougar — 22 сентября 2009
3. Don the Singer — 29 сентября 2009
4. Don Goes Gay — 6 октября 2009
5. Don Gets Healthy — 13 октября 2009
6. Don And The Wedding — 20 октября 2009

### Сезон 3
1. Don’s New Job — 8 ноября 2010
2. Don’s Angry Girlfriend — 9 ноября 2010
3. Don’s Posh Weekend — 15 ноября 2010
4. Don Meets His Maker — 22 ноября 2010
5. Don Dates a Homeless — 29 ноября 2010
6. Don Does Therapy — 6 декабря 2010
7. Don the Musical — 13 декабря 2010

### Спецвыпуски
1. It’s A Don-Derful Life — 22 декабря 2011

### Интернет-эпизоды
Ниже указаны эпизоды, транслировавшиеся только в Интернете (интернет-эпизоды, англ. webisodes).
1. Misery — 22 июля 2009. Дон пытается написать книгу под давлением со стороны Эдди.
2. Russian Roulette — 27 июля 2009. Дон играет с Эдди в «русскую рулетку», только вместо патронов в револьвере у них соус чили[англ.] в стаканах[11].
3. Muffin Challenge — 3 августа 2009. Дон помогает Эдди установить новый мировой рекорд по поеданию кексов.
4. William Tell — 3 сентября 2009. Дон изображает из себя Вильгельма Телля, помещая виноградинку на голову сопротивляющегося Эдди.

## Интересные факты
- В сериале использован приём «ломки четвёртой стены»: главный герой регулярно обращается в камеру, к зрителю. Также он часто является «голосом за кадром»; во всех сериях присутствуют так называемые «врезки» — резкие отклонения от основной сюжетной линии, вызванные мыслями главного героя на темы «Как мне не следовало бы танцевать», «Другие способы договориться с надоедливыми подростками», «10 наркотиков, которые не стоит принимать перед свиданием», и т. п.[12]
- Первый эпизод первого сезона является ремейком нулевого, пилотного эпизода[13].
- Премьерный показ шоу в России состоялся 29 ноября 2009 года в 00:05 на телеканале 2х2[14].
- Первый сезон шоу подвергся довольно разгромной критике со стороны сайта British Comedy Guide[англ.][15], газет The Independent[16] и The Stage[17].